# هاروی پری
هاروی پری (انگلیسی: Harvey Parry؛ ‏ ۲۳ آوریل ۱۹۰۰ – ۱۸ سپتامبر ۱۹۸۵) بازیگر و بدل‌کار آمریکایی سینما بود که در دوران فیلم‌های صامت و همچنین دههٔ ۱۹۷۰ میلادی در ژانر فاجعه فعال بود.
وی قهرمان بوکس و شیرجه انجمن دانشگاه‌های آمریکایی بود و مدتی در ۱۹۱۹ برای مک سنت کار کرد و سپس بدل‌کار هارولد لوید شد.
از فیلم‌ها یا مجموعه‌های تلویزیونی که وی در آن‌ها نقش داشته‌است، می‌توان به باره‌تا، گاو خشمگین، نفت خام اوکلاهما و ایمنی آخر از همه! اشاره نمود.